# Anna Góralska
Anna Góralska (ur. 11 lipca 1946 w Łodzi, zm. 5 kwietnia 2006 tamże) – historyk literatury polskiej, pracownik Uniwersytetu Łódzkiego.
Była córką Franciszka i Wandy. Po studiach z filologii polskiej na Uniwersytecie Łódzkim (1964–1969) podjęła pracę na tej uczelni w listopadzie 1969; prowadziła ćwiczenia z nauk pomocniczych historii literatury polskiej. Z uwagi na wieloletnią chorobę we wrześniu 1987 przeszła na ograniczony wymiar etatu. Na emeryturę odeszła w listopadzie 2003.
Ogłosiła kilka rozpraw naukowych: Koncepcja literatury rosyjskiej w pismach S. Brzozowskiego („Sprawozdania Łódzkiego Towarzystwa Naukowego”, 1970, nr 6), Stanisław Brzozowski o Aleksandrze Hercenie („Zeszyty Naukowe Uniwersytetu Łódzkiego”, seria 1, 1971, zeszyt 80), „Potulna” Fiodora Dostojewskiego („Odgłosy” 1974 nr 39), Werystyczne i światopoglądowe aspekty powieści Leo Belmonta „Sprawa przy drzwiach zamkniętych” („Acta Universitatis Lodziensis”, 1979, nr 47). Przygotowała też bibliografię publikacji Zdzisława Skwarczyńskiego („Prace Polonistyczne”, 1985), nie zakończyła natomiast pracy nad rozprawą doktorską o Leo Belmoncie. Zajmowała się ponadto katalogowaniem biblioteki teatralnej Felicjana Passakasa-Felińskiego.
Pochowana została na cmentarzu św. Franciszka w Łodzi.